# Jordan Belfort
Jordan Belfort (n. 9 iulie 1962, The Bronx, New York) este un fost agent de bursă american. El a fost condamnat pentru infracțiuni de fraude legate de manipularea pieței de valori, pentru care a petrecut în închisoare un termen de 22 luni. Povestea vieții sale a fost transformată într-un film în care joacă Leonardo DiCaprio (îl interpretează pe Belfort), Jonah Hill și Margot Robbie, fiind regizat de Martin Scorsese.